# Sergio Romiti
Sergio Romiti (Bologna, 14 aprile 1928 – Bologna, 12 marzo 2000) è stato un pittore italiano.
Non ha mai aderito a nessun gruppo. Incomincia a dipingere nel 1946. Dal 1947 partecipa attivamente alla vita artistica. Montale lo ha definito “riconoscibile fra mille”.

## Biografia
Già nel 1946, si dedica alla pittura. Il suo ingresso nella vita artistica risale al 1947, mentre il suo definitivo battesimo artistico al 1948 quando espone alla Prima Mostra Nazionale d'Arte Contemporanea a Bologna. Mostra importante perché vi partecipano tutti gli artisti della generazione di mezzo (Birolli, Guttuso, Cassinari, Corpora, Afro, Santomaso, Vedova, Mirko, Fazzini, Minguzzi) e ancora di più perché serve da pretesto a una clamorosa presa di posizione di Togliatti contro l'arte moderna quale tipo di arte che non corrisponde all'ideale di realismo socialista. Dopo tale stroncatura gli artisti si dividono: chi vuole salvare il salvabile -come Guttuso- e chi vuole arrogarsi il diritto - come il Gruppo Forma- di essere iscritti al partito ma di esprimersi in modo nuovo. Romiti non prende posizione, non avendo pretese né realiste né astrattiste, né essendo iscritto al partito. L'anno seguente espone alla Galleria del Secolo di Roma con Vacchi e Barnabè. Nel 1954 vince un premio acquisto alla seconda edizione del Premio Spoleto.
Rimane alla ribalta della scena artistica italiana e ottiene nel 1960 la sala personale alla Biennale di Venezia . Dopo gli anni '60 porterà alle estreme conseguenze il suo percorso artistico. Senza essersi mai allontanato dalla sua città natale se non brevemente e dopo aver condotto una vita appartata e solitaria, decide di porre termine alla sua vita il 12 marzo 2000.

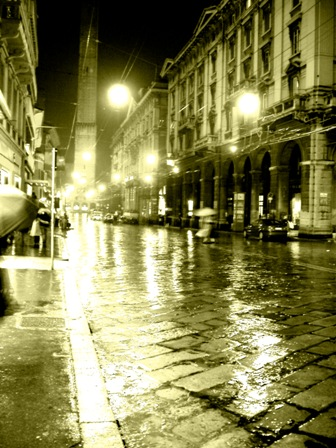
La Bologna di Sergio Romiti

## Poetica
Partito da un neo-picassismo personalissimo (primi anni cinquanta), Romiti risente del codice espressivo e poetico del suo concittadino Giorgio Morandi. Nel 1954 sulla rivista Paragone il critico d'arte Arcangeli include - impropriamente- il nostro fra gli Ultimi Naturalisti. Pittore di difficile interpretazione lo si può situare a metà fra Morandi e l'informale o - come lui amava ripetere - a metà fra Morandi e Paco Rabanne. Infatti la sua arte utilizza la metafora dell'oggetto come pretesto: l'oggetto d'osservazione è riproposto nelle opere filtrato da una dimensione mentale che ha la meglio su ciò considerato punto di partenza. L'oggetto riproposto è come distillato e presentato con un profumo acido, che rende sinesteticamente l'attacco dissolvente perpetrato all'oggetto. Attacco che si rivelerà sistematico a partire dal 1955. Precedente a tale data la scansione mentale e strutturale delle sue opere è molto forte. In seguito, la struttura si perde, la distinzione oggetto- sfondo inizia a essere meno netta, la carcassa oggettuale va allargandosi e distillandosi. La sottrazione, oltre all'oggetto, inizia a riguardare anche i colori: dai rossi delle macellerie del 1948-1949, ai blu e verdoni delle cucine con mensole, dei tavoli e in seguito delle stirerie, si approda nel 1960 al bianco nero, scelta coerentemente portata avanti fino al 1965, anno in cui le pezze cromatiche, le campiture, sono praticamente nere e le rade brisures di luce - di un bigio sommesso - interrompono il percorso di un tunnel dentro cui è irreversibilmente entrato l'artista. Ora l'oggetto è riassorbito dallo sfondo, dall'oggetto si è passati al vuoto, le morbide pennellate sono portatrici di un ph basso. È il percorso che nel contempo stanno portando avanti in ambito letterario Ungaretti e Montale, scrittore, quest'ultimo, che definirà la pittura di Romiti riconoscibile fra mille. È ora che l'artista smetta di dipingere, forse perché considera di essersi avvicinato al grado zero del suo percorso poetico. Ma, incapace di rimanere lontano dalla pittura, vi si riaccosta in punta di piedi cercando di proseguire su binari già apparentemente interrotti nel 1965. Del 1976 è l'importante retrospettiva sul Nostro a Bologna curata da Maurizio Calvesi. Dopo tale data, frustrato dall'incomprensione verso i lavori dell'ultimo periodo di attività, è colpito da una burrasca emotiva amara che si conclude intenzionalmente nel 2000 con la sua vita. Nel 2006 la Fondazione Cassa di Risparmio di Bologna organizza una retrospettiva su di lui, proponendo anche opere inedite. Nel 2008 ricorre l'80º anniversario dalla nascita dell'artista.
Una lettura successiva.
Fin dagli anni '60, Sergio Romiti cercò di riprendersi nella pittura uno spazio che sentiva compromesso dal "perdre pied" (così definito dal critico Tapié) dell'arte dominante del tempo: l'Informel. Egli approdò a poco a poco a una "gravitas" più impositiva, pur non trascurando mai nella forma quella "leggerezza" - e perfino quell'"insicurezza" -  che gli erano congeniali. I dipinti dei primi anni '60 (si parla, ovviamente, del secolo scorso) esibiscono per lo più un soffice colore grigio, con punte di nero o di rosso. La dichiarata opposizione all'arte informale gli costò comunque l'accusa, da parte di certi critici, di essere "contro la modernità". Nel corso del decennio si rende più evidente nella sua pittura (che aveva conservato, per così dire, un'"umiltà del fare" anche nella fedeltà agli strumenti tradizionali del dipingere, e addirittura nel piccolo, o medio, formato) una sorta di crudeltà del tratto, che dimostra un impulso a "limitare" l'Informale senza per questo sposare il Figurativo, o una struttura compositiva dove la forma appaia quasi geometricamente sovrapposta alla stesura dei dipinti: la forma, in lui, resta intrinseca e necessaria al "cuore" delle composizioni stesse, dove si possono cogliere le "frenate" (e le "accelerazioni", e gli "stridori": il "dinamismo", insomma) cui l'artista aveva accennato a proposito di questi suoi quadri, che furono qualificati come "neri" per il colore in essi dominante. Le particolari stratificazioni e dissolvenze, le improvvise accensioni, o le oscurità di questa pittura potrebbero anche indicare i complessi movimenti della psiche, con la traduzione di quell'attività interiore cui è stato dato il nome di "flusso di coscienza". Ma, tenendo conto delle sue ammissioni in proposito, Romiti allora intese soprattutto fare violenza a quella "cenere" in cui la vita perde la sua peculiarità e rischia di farsi, appunto, solo polvere, o dissolvimento, o cenere, non compattata a sufficienza dall'intervento critico/formale dell'artista, prima di quel collasso finale che è la morte, ossia prima dell'espletazione (il più possibile portata a compimento) del talento avuto in sorte da ciascuno alla nascita. Eppure, il "dinamismo" dei suoi quadri appare sempre più come "l'altra faccia" di un'attrazione che, come quella quasi opposta verso l'Informale, può operare distruttivamente sulla vita: può operare almeno come una diversa "sperimentazione dissacratoria". Infatti, se l'uno o l'altro impulso (quello, più "vitale", del movimento, o quello "statico", della cenere) si fa eccessivo, "fuori misura", oppure se fa prevalere la sola voce, orfana, del presente, su ogni altra voce: ecco che il decadimento dell'attuale periodo storico, lamentato da molti studiosi, avrà il sopravvento. In Romiti tuttavia sussiste il bisogno, dibattuto e vitale, di ritrovare gli oggetti della "realtà" (già "smarriti" nelle forme più consuete e riconoscibili) nuovamente "sensibili al suo sguardo". Ma in questi anni, solo l'ombra e la luce sembrano averne preso il posto. Durante tutto il decennio '70 tende a imporsi nei suoi oli un'"assolutizzazione del presente", con quanto di aggressivo questo può comportare. Nell'ultimo ventennio siamo poi messi di fronte a una situazione angosciosa della sua esistenza, altalenante fra luce e buio, che i quadri rivelano, ugualmente rivelandosi, però, meno attratti (com'era accaduto per il decennio precedente) da un'idea della vita, per così dire, univoca e più radicalmente "eversiva". C'è ancora l'"odissea dell'oggetto", e c'è - talvolta esasperato - il "movimento" (con l'"orgoglio di assumerlo"!). C'è tuttavia, accanto a qualche eccesso di emotività o di minore "lucidità", l'accentuato richiamo a un orizzonte "altro", metafisico. Infatti, con la riscoperta di una "felicità del dipingere", dove il presente - mai ineludibile - deve farsi laboratorio degli altri tempi del nostro vivere, è diventata ora più pregnante la dimensione dell'"essere" accanto a quella che, "per opposizione", potrebbe chiamarsi del "divenire". Tale dimensione si fa più visibile negli ultimi acrilici, proprio in virtù dell'anelito del pittore a riprendersi, nella maggiore interezza possibile, "tutta la realtà": underground - e fantasie più "umili" e infantili, e credenze nel trascendente, e ancora "movimento" e immanenza - compresi.
Fonti: 
Il critico Giovanni Maria Accame ha presentato recentemente presso il Circolo Artistico di Bologna alcune opere di Sergio Romiti nel decennale della sua morte. Il testo della presentazione è inserito in un cd presso la Galleria del Circolo.
Dal testo di G. M. Accame
“L'equilibrio minacciato”: 
“Sergio Romiti e l'immagine del futuro”, di G. G. R.
Sono, ancora oggi, in una fase per così dire aurorale e dilettantesca dell'uso della parola scritta. Per questo ho molto pudore a chiamarmi in causa come “poeta” che si affiancherebbe con le sue parole ai dipinti del marito Sergio Romiti. Eppure sono indotta a farlo – pur con pochi esempi di quanto ho scritto, ed esponendomi ad accuse di vanità, o peggio – specialmente per quella che si è rivelata, nei nostri anni insieme, un'esperienza fondamentale e inconsueta di "relazione". Né desisto dallo spingermi per questo scopo oltre l'arco senza dubbio centrale (anni ‘60/70) dei “frammenti di pensiero” presi in considerazione da Giovanni M. Accame (nonché da Gisella Vismara) con tanto acume e partecipazione, per avventurarmi fino agli ultimi anni dell'attività di Romiti (anni ‘80/'90): anni e lavori più improvvisati, si potrebbe dire, eppure permeati da una ricerca creativa esperita a fondo prima di essere apparentemente trascurata, e messi recentemente in luce in una mostra a cura di Michela Scolaro presso la Fondazione Del Monte di Bologna. È in quegli anni infatti – è nelle opere maturate in quel periodo – che ai miei occhi si precisa l'intuizione di Accame circa il “movimento” che sembra animare le opere stesse. E che produce una fluttuazione, tra l'idea di “dinamismo” e quella di “immobilità” (o d'intemporalità) dell'Essere, portando alla ribalta una “sintassi narrativa” che non è più quella dell'arte classica (come d'altronde non c'era più nelle opere precedenti): vi si è infatti perduto “il filo rosso del racconto” e tutto è diventato “non narrativo” (così all'incirca si esprime a proposito di Proust Mario Lavagetto nel suo “Quel Marcel!”. Einaudi). Il “movimento” e la “discontinuità” in Romiti trovano una corrispondenza nelle infinite diramazioni e trasformazioni dell'Io in Proust – per altro teso a costruire una non irrealistica “permanenza”. 
Mi permetto di attingere per la pittura di Romiti a un parametro critico simile a quello indicatomi così proficuamente da Lavagetto, come pure di ribadire che il suo ripiegamento su se stesso e sul proprio universo, da qualcuno rimproveratogli (non è comunque indispensabile, soprattutto per un artista l'ascolto, e perfino l'amore, di sé?) avviene anche in lui per assumere più profondamente l'altro e il mondo di tutti (“je qui n'est pas moi” viene citato da Lavagetto per Proust, come pure “je est un autre”, di Rimbaud, viene citato da M. Scolaro per Romiti).
Il suo carattere (come pure, almeno in parte, il “clima estetico del tempo”) si conferma nelle riflessioni sporadiche e contingenti offerte ora al lettore (ad una sorta di “linguaggio minore” allude Accame) che si richiamano, insieme con le espressioni “maggiori” della sua pittura, all'equilibrio minacciato del titolo. Ma… equilibrio minacciato, appunto; non perduto. Forse addirittura preservato per un più coerente approccio alla realtà: Romiti, infatti, così convenientemente “oscillante” rispetto all'attualità (e alla classicità) ha trasmesso attraverso la sua arte una “ferma” immagine di futuro, lasciandoci in eredità la concreta "approvazione" - più scopertamente intuibile nei "quadri neri" - delle Avanguardie novecentesche, mai disgiunta tuttavia dal bisogno di salvaguardia di una memoria imperdibile, non centrata solo su di sé, della nostra arte nei secoli. Romiti non s'è perduto che apparentemente nel percorso compiuto, non ha mai tradito la sua più intima, ma spesso fraintesa, vocazione che richiama, anche per quella che ho definito "relazione" (e che è stata per noi una sorta d'involontaria performance di coppia lunga una vita) un'irruzione del vissuto nei tempi dell'arte. E viceversa.

## Opere
- 1947 Carcasse, Natura morta;
- 1948 Natura Morta;
- 1949 Macelleria, Macelleria, Macelleria;
- 1950 Mensola di cucina, Tavolo; Tavolo con fiori rossi;
- 1951 Mensola, Tavolo Composizione (Interno), Tavolo nella Stanza, Natura morta sul tavolo;
- 1952 Composizione, Stireria, Composizione in rosa e in nero, Composizione, Composizione,  Mensola, Interno, Mensola;
- 1953 Mensola, Mensola, Natura Morta, Composizione, Natura Morta, Composizione, Composizione, Grande mensola, Mensola chiara;
- 1954 Mensola, Composizione in viola e verde, Cucina chiara,  Natura morta, "Composizione" (Tavolo);
- 1955 Natura morta, Natura morta;
- 1956 Stireria, Stireria;
- 1957 Composizione, Composizione, Composizione, "Stireria";
- 1958 Interno, Composizione, Composizione, Composizione, Composizione, Composizione in rosa, Composizione;
- 1959 Composizione, Composizione, Composizione, Due forme, Composizione in grigio e rosso, Composizione, Nello spazio, Attraverso lo spazio, Composizione, Composizione in grigio e bruno, Composizione verticale grigia, Composizione rossa, Nello spazio, Composizione in grigio, Composizione in rosso;
- 1960 Composizione, Verticale, Composizione, Composizione in rosso e verde, Segno ocra, Composizione, Composizione, Composizione, Composizione, Composizione in grigio e rosso, Composizione in grigio, Composizione in grigio;
- 1961 Composizione, Composizione, Composizione, Composizione, Composizione, Composizione orizzontale, Composizione, Composizione, Composizione in grigio e rosso, Composizione, Composizione in rosso e blu;
- 1962 Composizione verticale grigia, Composizione, Composizione, Composizione, Composizione;
- 1963 Composizione verticale grigia, Composizione, Composizione, Composizione, Composizione;
- 1964 Composizione, Composizione, Composizione, Composizione, Composizione in viola e giallo;
- 1965 Composizione in grigio e rosso, Composizione, Composizione, Composizione, Composizione, Composizione, Composizione, Composizione, Composizione;
- 1966 Composizione;
- 1967 Composizione, Composizione;
- 1968 Composizione, Composizione, Composizione;
- 1969 Composizione, Composizione;
- 1971 Composizione, Composizione;
- 1972 Composizione, Composizione, Composizione, Composizione, Composizione;
- 1974 Composizione, Composizione, Composizione, Composizione, Composizione;
- 1975 Composizione, Composizione, Composizione, Composizione, Composizione, Composizione, Composizione, Composizione, Composizione, Composizione, Composizione, Composizione[1].